# Enrique Perales
Enrique Perales (ur. 18 stycznia 1914, zm. 27 października 2002) – piłkarz peruwiański, pomocnik, później obrońca.
Perales karierę piłkarską rozpoczął w 1938 roku w klubie Universitario Lima. Jako piłkarz klubu Universitario wziął udział w turnieju Copa América 1939, gdzie Peru zdobyło tytuł mistrza Ameryki Południowej. Perales zagrał w dwóch meczach - z Ekwadorem i Chile.
W 1939 roku Perales razem z klubem Univeristario zdobył swój pierwszy tytuł mistrza Peru. W 1940 roku powtórzył ten sukces, ale jako gracz klubu Municipal Lima.
Jako gracz klubu Municipal wziął udział w turnieju Copa América 1941, gdzie Peru zajęło czwarte miejsce. Perales zagrał we wszystkich czterech meczach - z Chile, Argentyną, Ekwadorem i Urugwajem.
Rok później wziął udział w turnieju Copa América 1942, gdzie Peru zajęło piąte miejsce. Perales zagrał w pięciu meczach – z Paragwajem, Brazylią, Ekwadorem, Urugwajem i Chile.
W 1943 roku razem z klubem Municipal zdobył swój trzeci tytuł mistrza Peru.
Wciąż jako gracz klubu Municipal wziął udział w turnieju Copa América 1947, gdzie Peru zajęło piąte miejsce. Perales zagrał w pięciu meczach – z Chile, Argentyną, Ekwadorem, Kolumbią i Urugwajem.
Po krótkim pobycie w meksykańskim klubie Oro Guadalajara Perales karierę piłkarską zakończył w 1949 roku w kolumbijskim klubie Independiente Medellín.
Perales w latach 1939–1947 rozegrał w reprezentacji Peru 17 meczów. Zaliczany jest do grona najwybitniejszych piłkarzy w historii peruwiańskiej piłki nożnej.